# شادي (فرقة)
شادي (بالإنجليزية: Sade)‏ هي فرقة إنجليزية، تشكلت في لندن عام 1982 وسميت على اسم مغنيها الرئيسي، شادي أدو. ثلاثة من أعضائها كانوا في الأصل من هال في إيست رايدينج أوف يوركشير. تتميز موسيقاهم بعناصر السول والستورم الهادئة وموسيقى السموث الجاز والصوفستية البوب.
بلغت مبيعات شادي المعتمدة في الولايات المتحدة حتى الآن 23.5 مليون وحدة وفقًا لرابطة صناعة التسجيلات الأمريكية (RIAA)‏، وقد باعت أكثر من 75 مليون سجل حول العالم حتى الآن. احتلت الفرقة المرتبة رقم 50 على قائمة في إتش 1 «لأعظم 100 فنان في كل العصور».